# Hagby församling, Växjö stift
Hagby församling var en församling inom Södra Möre kontrakt i Växjö stift inom Svenska kyrkan, i Kalmar kommun (Småland). Församlingen uppgick 2010 i Arby-Hagby församling.
Församlingskyrka var Hagby kyrka.

## Administrativ historik
Församlingen har medeltida ursprung med en kyrka från 1100-talet. 
Församlingen ingick till omkring 1550 i Mortorps pastorat därefter har den ingått i Arby pastorat. 1 januari 2010 uppgick församlingen i Arby-Hagby församling.
Församlingskod var 088009. 

## Organister och klockare
| Ämbetstid | Namn             | Levnadstid | Övrigt                |
| --------- | ---------------- | ---------- | --------------------- |
| 1668      | Bengt Mårtensson |            | Klockare              |
| 1674-1680 | Erik Ersson      |            | Klockare              |
| 1709-1722 | Olof Nilsson     |            | Klockare              |
| 1723-1743 | Olof Olsson      |            | Klockare              |
| 1736-1743 | Johan Lindroth   |            | Organist              |
| 1798-1803 | Hagstedt         |            | Klockare              |
| 1797      | Johan Lång       | 1729–1801  | Klockare              |
| 1798–1801 | Erngisle Askling |            | Klockare              |
| 1802–1830 | Håkan Askling    | 1783–1830  | Klockare              |
| 1830–1880 | Gustaf Törngren  | 1806–      | Klockare och organist |